# Tony Buzbee
Tony Buzbee est un avocat et un homme politique américain.

## Biographie

### Jeunesse
Né en juin 1968, sous le nom de Anthony Glenn Buzbee, il est le fils d’un boucher et d’une employée de cafétéria.

### Carrière militaire
Il a été dans l'United States Navy et a participé à des conflits dans le golfe Persique et en Somalie.

### Carrière d'avocat
Tony Buzbee entre à la faculté de droit de l’université de Houston après avoir quitté l'United States Navy.

#### Affaire de l'Explosion deDeepwater Horizon
En 2010, il représente près de 10 000 particuliers et entreprises touchés par la marée noire causée par l’explosion de la plateforme Deepwater Horizon de British Petroleum dans le golfe du Mexique.  
Le New York Times le présente comme « l’un des meilleurs avocats plaidants du pays ». La compagnie pétrolière verse 65 milliards de dollars de dommages et intérêts.

#### Affaire de la bousculade du festival d'Astroworld
En novembre 2021, Tony Buzbee avec 11 autre cabinet d'avocat prend la défense de plusieurs familles pour décès injustifiés, blessures corporelles et responsabilité civile des locaux et demande la somme de 2 milliards de dollars de dommages et intérêts. 
Le 20 octobre 2022, le cabinet d'avocats Tony Buzbee a annoncé des règlements avec plusieurs accusés dans deux poursuites intentées par les familles de deux participants décédés lors du concert. Les termes et les dommages n'ont pas été divulgués.

#### Affaire d'agression sexuelle de Deshaun Watson
En 2021, il a ainsi représenté 22 femmes accusant le footballeur américain Deshaun Watson d’agressions sexuelles. L’affaire s’est close par un règlement à l’amiable,.

#### Affaire Ken Paxton
En 2023, il prend la défense du procureur général du Texas, Ken Paxton accusé de trafic d’influence, d’abus de pouvoir et de corruption. Les élus ont voté pour la destitution de Ken Paxton, il est finalement acquitté par le Sénat.

#### Affaire Sean Combs
En octobre 2024, il affirme prendre la défense de 120 personnes accusant Sean Combs d'agressions sexuelles en 2024,.

### Carrière politique
Du côté de sa carrière politique, il se présente à l'élection municipale de Houston de 2019 (en), qu'il perd au second tour contre le maire sortant Sylvester Turner. En 2023, il se présente au conseil municipal de Houston pour le district G, qu'il perd également au second tour contre la candidate sortante.

## Distinctions
- 2015 :  Nommé « Avocat de l’année » par le média spécialisé Texas Lawyer[1]